# Knooppunt Kruisdonk
Het Knooppunt Kruisdonk is een Nederlands verkeersknooppunt voor de aansluiting van de autosnelwegen A2 en A79, gelegen in Rothem onderaan de Kruisberg, aan de noordoostrand van Maastricht.
Dit knooppunt is geopend in 1975. Het was in eerste instantie een onvolledig knooppunt; alleen in de richtingen Maastricht - Eindhoven en Maastricht - Heerlen v.v. zijn verbindingen aangelegd. De verbinding Heerlen - Eindhoven werd opgevangen via afritten bij Rothem en Meerssen.
Samenhangend met de aanleg van de Koning Willem-Alexandertunnel en het realiseren van afrit 52 (Nieuwe Limmelderweg) naar industrieterrein Beatrixhaven, zijn in 2014 verbindingswegen aangelegd tussen beide snelwegen, zodat verkeer vanaf de A2 uit noordelijke richting nu de A79 kan bereiken en andersom.

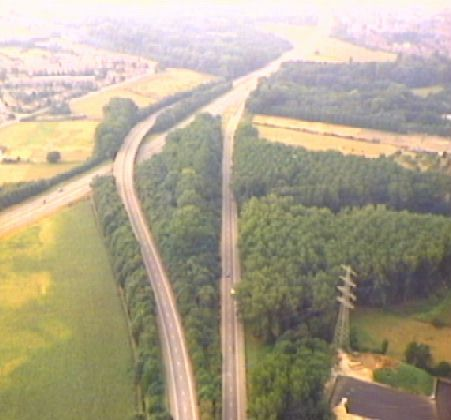
Knooppunt Kruisdonk anno 1995, vanuit het noorden
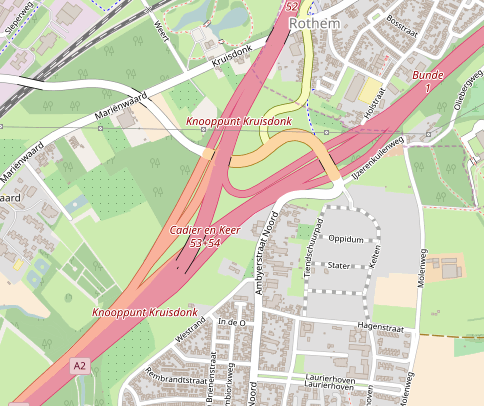
Knooppunt Kruisdonk anno 2017

## Richtingen knooppunt
| Aansluitende wegen             | Aansluitende wegen | Aansluitende wegen                                          | Aansluitende wegen | Aansluitende wegen            |
| ------------------------------ | ------------------ | ----------------------------------------------------------- | ------------------ | ----------------------------- |
|                                |                    | richting Eindhoven / 's-Hertogenbosch / Utrecht / Amsterdam |                    | richting Valkenburg / Heerlen |
|                                |                    |                                                             |                    |                               |
|                                |                    |                                                             |                    |                               |
|                                |                    |                                                             |                    |                               |
| richting Maastricht / Luik (B) |                    |                                                             |                    |                               |